# This Girl's Life
Pour plus de détails, voir Fiche technique et Distribution.
This Girl's Life est un film américain réalisé par Ash Baron-Cohen (en), sorti en 2003. 

## Synopsis
Le film raconte la vie de l'actrice internationale de films pornographiques Moon (Juliette Marquis).

## Fiche technique
- Titre : This Girl's Life
- Réalisation : Ash Baron-Cohen (en)
- Scénario : Ash Baron-Cohen
- Photographie : Alessandro Zezza
- Musique : Jussi Tegelman
- Production : Departure Entertainment, Departure Studios, Muse Productions
- Distribution : Miracle Mile Films
- Pays d'origine : États-Unis
- Langue d'origine : Anglais américain
- Format : Couleurs
- Durée : 104 minutes
- Genre : Drame
- Lieux de tournage : Los Angeles, Californie, États-Unis
- Date de sortie :
  -  République tchèque 7 juillet 2003 (Festival international du film de Karlovy Vary)
  -  Canada 29 août 2003 (Festival des films du monde de Montréal)
  -  États-Unis 2 novembre 2003 (Hawaii International Film Festival)
  -  Afrique du Sud 15 novembre 2004

## Distribution
- Juliette Marquis : Moon
- James Woods : Pops, le père de Moon
- Kip Pardue : Kip
- Tomas Arana : Aronson
- Michael Rapaport : Terry, le vendeur de voiture
- Rosario Dawson : Martine
- Ioan Gruffudd : Daniel
- Isaiah Washington : la victime de SIA
- Cheyenne Silver : Cheyenne
- Kam Heskin : Jessie
- Sean Douglas : Marco
- Sung Hi Lee : Kobi
- Sherrie Rose (en) : l'infirmière
- Natalie Taylor : Mal
- David Alan Graf : le chauffeur de taxi